# Marianna Sastin
Marianna Sastin (Mosonmagyaróvár, 10 de julio de 1983) es una deportista húngara que compite en lucha libre.
Ganó cuatro medallas en el Campeonato Mundial de Lucha entre los años 2005 y 2013, y siete medallas en el Campeonato Europeo de Lucha entre los años 2006 y 2021. En los Juegos Europeos de Bakú 2015 obtuvo la medalla de oro en la categoría de 60 kg.

## Palmarés internacional
| Campeonato Mundial | Campeonato Mundial  | Campeonato Mundial | Campeonato Mundial |
| Año                | Lugar               | Medalla            | Categoría          |
| ------------------ | ------------------- | ------------------ | ------------------ |
| 2005               | Budapest (Hungría)  | Medalla de plata   | 59 kg              |
| 2009               | Herning (Dinamarca) | Medalla de bronce  | 59 kg              |
| 2011               | Estambul (Turquía)  | Medalla de plata   | 63 kg              |
| 2013               | Budapest (Hungría)  | Medalla de oro     | 59 kg              |
| Juegos Europeos    |                     |                    |                    |
| Año                | Lugar               | Medalla            | Categoría          |
| 2015               | Bakú (Azerbaiyán)   | Medalla de oro     | 60 kg              |
| Campeonato Europeo |                     |                    |                    |
| Año                | Lugar               | Medalla            | Categoría          |
| 2006               | Moscú (Rusia)       | Medalla de bronce  | 59 kg              |
| 2007               | Sofía (Bulgaria)    | Medalla de plata   | 59 kg              |
| 2008               | Tampere (Finlandia) | Medalla de bronce  | 63 kg              |
| 2010               | Bakú (Azerbaiyán)   | Medalla de bronce  | 59 kg              |
| 2016               | Riga (Letonia)      | Medalla de bronce  | 63 kg              |
| 2019               | Bucarest (Rumania)  | Medalla de bronce  | 62 kg              |
| 2021               | Varsovia (Polonia)  | Medalla de plata   | 62 kg              |